# ARC Independiente (FM-54)
L'ARC Independiente (pennant number : FM-54) est la quatrième et dernière frégate de classe Almirante Padilla / type FS-1500 construite au chantier naval Howaldtswerke-Deutsche Werft de Kiel, en Allemagne. C’est la dernière des quatre frégates lance-missiles acquises dans le cadre du plan Neptune, qui ont rejoint la flotte en avril 1984 et qui, depuis lors, sillonnent les eaux territoriales colombiennes, contribuant à sauver des vies en mer, à combattre les trafics illicites et à contribuer à la préservation des ressources naturelles de la nation colombienne. Sa tâche fondamentale est de garantir la souveraineté nationale avec le développement d’opérations navales multiples et différentes tant dans la mer des Caraïbes que dans l’océan Pacifique.
Le navire est nommé en l’honneur du brick Barca, navire amiral de la flotte commandé par l’amiral José Prudencio Padilla lors de la bataille du lac de Maracaibo. Le 24 juillet 1823, au petit matin, lors de la proclamation adressée à ses hommes avant le début de la guerre historique, il prononce l’expression « mourir ou être libre », devise qui figure sur les armoiries du navire.

## Modernisation
En 2010, la frégate a été remotorisée à la base navale ARC Bolivar, les travaux ont été réalisés par COTECMAR. De nouveaux systèmes ont été installés pour remplacer les systèmes obsolètes, notamment :
- Le radar SMART-S Mk2 remplace le radar Sea Tiger TSR-3004.
- Le système de combat TACTICOS remplace le système de combat VEGA II.
- Le directeur de tir STING-EO Mk2 remplace le directeur de tir CASTOR 2B.
- Le directeur de tir MIRADOR remplace le directeur de tir CANOPUS.
- Le système ESM VIGILE remplace le système ESM DR3000.
- Le lanceur de paillettes et de leurres SKSW DL-12T remplace le lanceur CSEE DAGAIE Mk2.
- Les moteurs MTU M-93 Series 4000 remplacent les moteurs MTU 1163TB92.
- Les systèmes de communication sont modernisés avec l’intégration de DataLink, Inmarsat, GMDSS[2]

## Engagements
Le 10 septembre 2013, l’ARC Independiente a participé dans la mer des Caraïbes à un exercice de tir réel dans le cadre de l’Unitas 54-13. L’Unitas, qui signifie « unité » en latin, est un exercice naval multinational annuel parrainé par le United States Southern Command, conçu pour renforcer la coopération en matière de sécurité et améliorer les opérations de coalition entre les forces maritimes sud-américaines et américaines. La frégate colombienne ARC Almirante Padilla (FM-51) et la frégate canadienne NCSM Ville de Québec (FFH 332) participaient aussi à l’exercice
Les 27 et 28 février 2022, l’ARC Independiente a participé dans la mer des Caraïbes à un exercice bilatéral de lutte anti-sous-marine avec l’US Navy. Cette dernière était représentée par le Littoral combat ship USS Billings (LCS-15), le sous-marin nucléaire d'attaque de classe Virginia USS Minnesota (SSN-783), le sous-marin de la marine colombienne ARC Pijao (SSK 28) et la frégate ARC Almirante Padilla (FM-51), ainsi que des hélicoptères et des avions de patrouille maritime colombiens,